# Růžkovy Lhotice
Růžkovy Lhotice je malá vesnice, část městyse Čechtice v okrese Benešov. Nachází se asi 3 km na jihovýchod od Čechtic. V roce 2009 zde bylo evidováno 26 adres.
Růžkovy Lhotice leží v katastrálním území Černičí o výměře 7,42 km².
V Růžkových Lhoticích má pod č. ev. 14 chalupu Zdeněk Svěrák.

## Historie
První písemná zmínka o vesnici pochází z roku 1363.

## Zámek
Dominantou vesnice je barokní zámeček z 18. století Růžkovy Lhotice. V mládí v něm pobýval Bedřich Smetana. V zámku je pobočka Muzea Podblanicka.

## Další fotografie

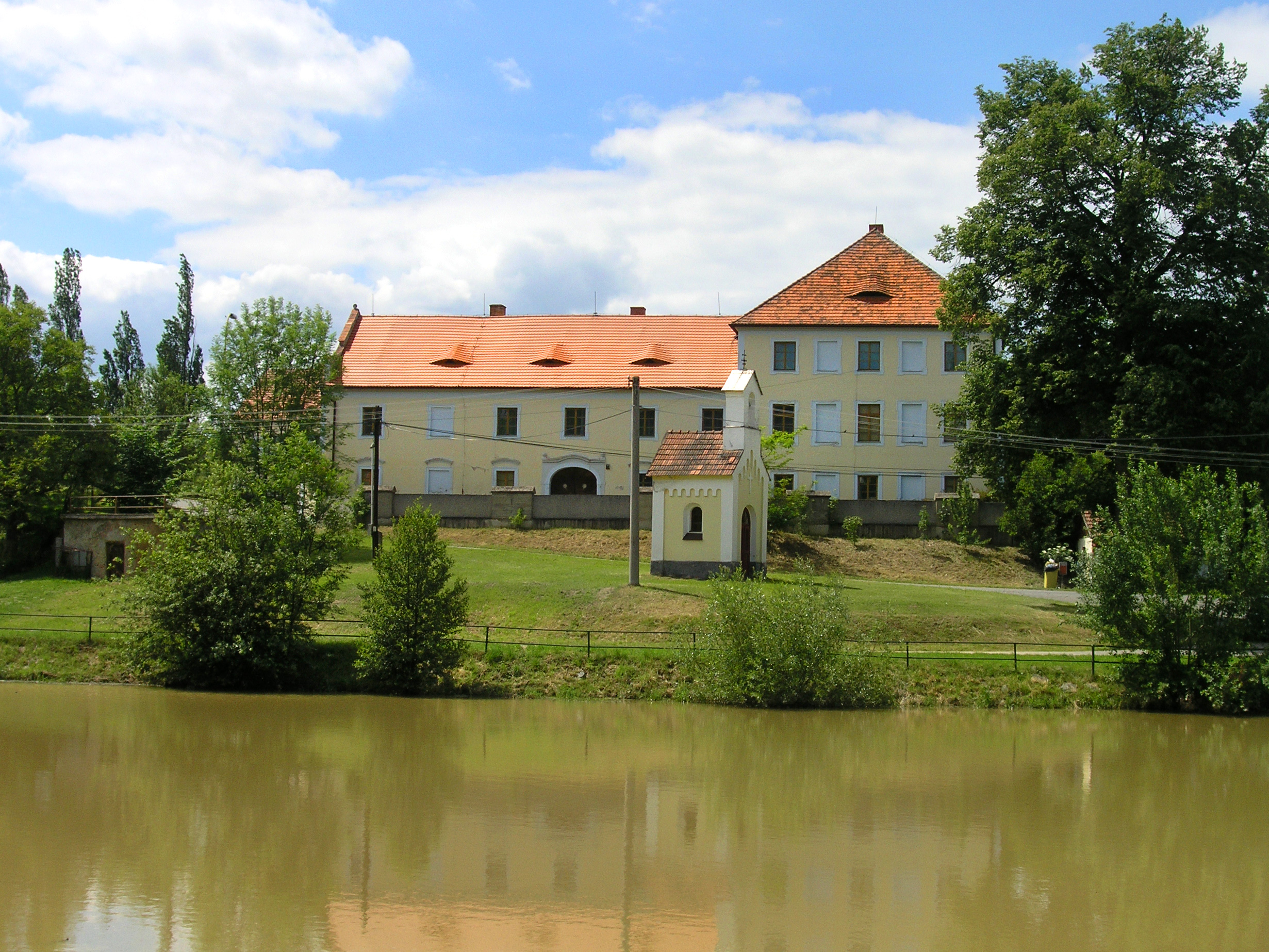
Zámek
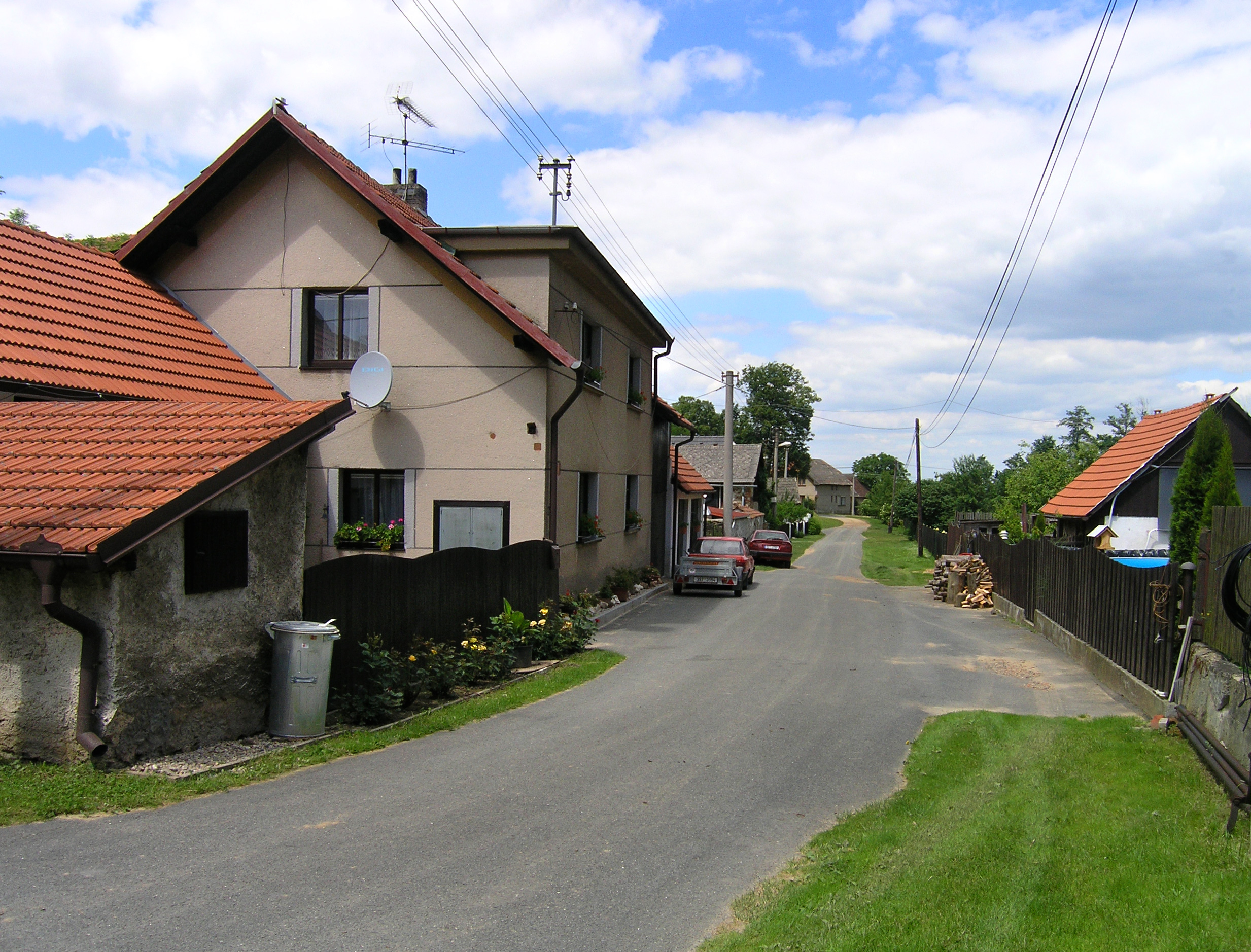
Střed vesnice